# Equity Swap
Der Anglizismus Equity Swap (deutsch „Aktienswap“) ist im Finanzwesen ein Swap, dessen Basiswert aus Aktien oder Aktienindizes besteht.

## Allgemeines
Bei einem Equity Swap vereinbaren zwei Vertragsparteien einen Tausch von zukünftigen Cashflows zu einem vereinbarten zukünftigen Zeitpunkt. Einer dieser Zahlungsströme hängt von einem Referenzzinssatz (etwa EURIBOR, LIBOR) oder einem Zinsindex bezogen auf den vereinbarten Nennwert ab (englisch floating leg). Die Höhe des anderen Cashflows hängt von dem Kurswert einer Aktie oder eines Aktienindex auf den vereinbarten Nennwert ab (englisch equity leg). Es gibt auch Equity Swaps, bei denen die Höhe beider Cashflows von Aktien oder Aktienindizes abhängig ist; sie bestehen folglich ausschließlich aus „equity legs“.

## Handelsstrategie
Der Käufer eines Equity Swaps verfolgt die Handelsstrategie, das Kursrisiko seiner Aktien gegen sinkende Aktienkurse abzusichern (Sicherungsgeschäft). Sein Kontrahent geht jedoch von steigenden Aktienkursen aus und vereinnahmt vereinbarungsgemäß in diesem Falle die Zinserträge und gegebenenfalls Dividenden seines Vertragspartners aus dem „floating leg“. Kommt es jedoch zum Kursverlust, so trägt der Kontrahent einen vorher bestimmten und begrenzten Verlustanteil.

## Rechtsfragen
Equity Swaps gehören als Finanzkontrakte zum außerbörslichen Handel, so dass die Dokumentation und Vertragsgestaltung über Standardverträge der ISDA (ISDA Equity Documentation) erfolgen muss. Die Verträge bestimmen, wie die Zahlungen zu berechnen und die Laufzeiten oder Fälligkeiten auszugestalten sind.
Sämtliche Swaps gehören bankenaufsichtsrechtlich zu den Derivaten, weil ihnen ein zeitlich verzögert zu erfüllender Tausch zugrunde liegt und sich dessen Wert unmittelbar oder mittelbar vom Preis oder Maß eines Basiswertes ableitet (§ 1 Abs. 11 Satz 5 Nr. 1 KWG). Schließen Kreditinstitute mithin Swapgeschäfte im Rahmen eines Bankgeschäfts ab, unterliegen diese Swapgeschäfte der Bankenaufsicht.
Inhaber von Cash-Settled Equity Swaps müssen nach § 38 Abs. 1 Nr. 2 WpHG bei Über- oder Unterschreiten der Meldeschwellen von jeweils 5, 10, 15, 20, 25, 30, 50 oder 75 % der BaFin und dem Emittenten der Aktien hierüber Mitteilung erstatten. Unterlässt der Erwerber dies, drohen ihm aufsichtsrechtliche Geldbußen. Ein Rechtsverlust ist nach § 44 Abs. 1 WpHG vorgesehen.

## Arten
Der Equity Swap gehört zu den Asset-Swaps, weil er als Basiswert mit Aktien verbunden ist. Er ist gleichzeitig auch ein Total Return Swap, bei dem das zugrunde liegende Finanzinstrument eine Aktie ist. Dann heißt er Total Return Equity Swap, bei dem beide Kontrahenten gegenseitig eine Long-Position und eine korrespondierende Short Position tauschen.
Zu unterscheiden ist bei der unüberschaubaren Vielzahl generell zwischen dem Standard-Equity Swap (englisch Plain Vanilla equity swap) und weiteren Arten wie Blended Index Swap, Capped Equity Swap, Cash-Settled Equity Swap, Equity Call Swap, Price Return Equity Swap oder Rainbow Equity Swap. Der Capped Equity Swap beispielsweise sieht eine Verlustbegrenzung beim „equity leg“ vor. Beim Naked Equity Swap sichert der Swap-Käufer lediglich die unsichere künftige Dividende einer Aktie ab, indem er von seinem Kontrahenten einen festen Dividendenbetrag zugesichert bekommt. Bei einem Covered Equity Swap erzielt auch der Swap-Verkäufer Dividenden von Dritten, so dass er dieselben Zahlungsströme gegenüberstellen kann.
Im weiteren Sinne handelt es sich um Equity Swaps, sobald Aktien oder Aktienindizes als Basiswert – auch temporär – eine Rolle spielen. Hierzu gehören die Unterarten des Subordinated Risk Swap (Equity Risk Swap/Equity Default Swap) sowie der Debt Equity Swap, bei dem Schulden (englisch debt) in Aktien (englisch equity) getauscht werden.

## Erfüllung
Der Equity Swap kann beim Settlement entweder durch Barausgleich erfüllt werden (englisch cash settled equity swap) oder durch physische Lieferung der Aktien (englisch physically settled equity swap). Im letzteren Fall muss der Swap-Käufer seinem Kontrahenten die Aktien liefern und erhält dafür als Gegenleistung den vorher bestimmten Gegenwert. Der Swap-Käufer unterliegt deshalb einem Erfüllungsrisiko und einem Kontrahentenausfallrisiko, dem auch der Swap-Verkäufer ausgesetzt ist.

## Verwendungsgebiete
Ein Cash Settled Equity Swap ist ein Finanzkontrakt, bei dem sich zwei Parteien gegenseitig verpflichten, Geldbeträge auszutauschen, deren Höhe auf der Kursentwicklung von Wertpapieren, Aktienindizes oder auch bloß Warenpreisen basiert. Beispielsweise kommt es vor, dass ein Großaktionär aus kartellrechtlichen Gründen durch die Kartellbehörde verpflichtet wird, seine Aktien ganz oder teilweise zu veräußern. Der Großaktionär hält jedoch den aktuellen Kurs für zu niedrig, verkauft aber trotzdem die Aktien an eine Bank, mit welcher er gleichzeitig einen Cash-Settled Equity Swap abschließt. Für seine Aktien erhält der Großaktionär den aktuellen Kurswert von der Bank. Der Großaktionär zahlt einen Zins auf Grundlage des erhaltenen Aktienerlöses und erhält von der Bank die künftigen Dividenden. Am Erfüllungstag des Cash-Settled Equity Swaps verkauft die Bank die Aktien auf dem Aktienmarkt, sobald der Ausübungspreis erreicht wurde, andernfalls wird der Großaktionär den Swap verlängern.
Eine weitere Variante wird vermehrt bei feindlichen Übernahmen eingesetzt. Das angreifende Unternehmen erwirbt bei Banken Cash-Settled Equity Swaps mit dem Zielunternehmen (englisch Target) als Basiswert. Steigt der Aktienkurs des Zielunternehmens, so erhält das angreifende Unternehmen die Differenz zum dementsprechend jeweils bei der Zeichnung vereinbarten Aktienkurs. Gleichzeitig kaufen die beteiligten Banken große Aktienpakete des zu übernehmenden Unternehmens, um sich gegen die bei steigenden Aktienkursen fälligen Zahlungen an das angreifende Unternehmen abzusichern. Steigt der Aktienkurs des zu übernehmenden Unternehmens (was bei der Ankündigung von Übernahmen meist der Fall ist), so befindet sich der Angreifer „im Geld“. Löst der Angreifer dann seine Cash-Settled Equity Swaps entsprechend ein, erhält er nicht nur den Gegenwert, sondern gleichzeitig werden die Banken auch versuchen, die erworbenen Aktien des zu übernehmenden Unternehmens wieder zu verkaufen. Hier bietet sich dann der Angreifer als Käufer an, der den Kaufpreis für die Aktien zum Teil durch die mit den Cash-Settled Equity Swaps verdienten Spekulationsgewinnen decken kann. Würde die Bank die Aktien nicht dem Swap-Vertragspartner andienen, sondern einer dritten Partei, so könnte der Angreifer die Aktien direkt über den Aktienmarkt kaufen, was zwar den Kurs in die Höhe treiben würde, jedoch dem Angreifer gleichgültig wäre, weil entsprechend auch die Erträge aus den parallelen Geschäften steigen. Problematisch in letzterem Fall könnte jedoch eine dadurch steigende Ertragssteuerschuld sein, weshalb solche Swap-Geschäfte oft über Zweckgesellschaften in Steueroasen abgewickelt werden.
Beispiele für Cash-Settled Equity Swaps
- 2002: Perry Corporation (Perry Capital) gegen Rubicon, die grade von Guinness gekauft wurden.
- 2005: Agnelli-Familie (Exor) auf die Fiat-Gruppe zur Sicherung des Aktienanteils während der Ausübung von Wandelanleihen.
- 2005: Übernahmeangebot der Centennial Coal für Austral.
- 2008: (Gescheiterte) Übernahme der Volkswagen AG durch die Porsche SE.
- Juli 2008: Übernahmeangebot der Schaeffler-Gruppe für die Continental AG.[12]
- 2009: Übernahmeangebot der Cleveland-Cliffs für Portman Mining.